# Tifonodorum
Tifonodorum (lat. Typhonodorum), monotipski rod kozlačevki smješten u vlastiti tribus Typhonodoreae, dio je potporodice Aroideae. Jedina vrsta je T. lindleyanum iz Tanzanije (Pemba, Zanzibar), Madagaskara, Komora i Mauricijusa
To je višegodišnja biljka sa pseudostabljikom, nalik banani, promjera do 30 cm na kojoj se nalazi rozeta listova iz kratkog horizontalnog rizoma. Biljka je obično visoka 1,5 do 2,5 metara, ali može narasti i do 4 metra.
Lokalno je sakupljaju zbog hrane (sumnjive vrijednosti), lijekova i kvalitetnih vlakana. Svi dijelovi biljke ispuštaju nadražujući sok koji izaziva svrbež, ali i kristale kalcijevog oksalata. Ova tvar je otrovna svježa i, ako se pojede, stvara osjećaj u ustima, jeziku i grlu kao da se stotine malih iglica zarivaju u njih. Međutim, kalcijev oksalat se lako razgrađuje ili temeljitim kuhanjem biljke ili potpunim sušenjem i, u bilo kojem od ovih stanja, biljku je sigurno jesti. Osobe sklone reumi, artritisu, gihtu, bubrežnim kamencima i hiperacidnosti trebaju biti posebno oprezne ako u prehranu uključe ovu biljku.

## Sinonimi
- Arodendron Werth
- Arodendron engleri Werth
- Typhonodorum madagascariense Engl.